# Anthoptilum grandiflorum
Anthoptilum grandiflorum är en korallart som först beskrevs av Addison Emery Verrill 1879.  Anthoptilum grandiflorum ingår i släktet Anthoptilum och familjen Anthoptilidae. Inga underarter finns listade i Catalogue of Life.